# Arturo Bas Figueroa
Arturo Ignacio Bas Figueroa (14 de septiembre de 1930 - 10 de septiembre de 2014) fue un abogado, político del Partido Demócrata Cristiano de la Argentina escribano y periodista, no confundir con Arturo Mateo Bas
En los años 50, Bas fue periodista en el diario La Prensa. Fue convocado como director general de prensa de la Presidencia de la Nación en el gobierno de José María Guido. Ingresó en el Partido Demócrata Cristiano en la Argentina Sin embargo el partido pronto caería en una crisis interna debido a su bajo desempeño electoral el las elecciones de 1952 dónde solo obtuvo 302 votos a nivel nacional por otro lado Sueldo y Shawn se opusieron al sector representado por Carranza y Ausa quienes buscaban convertir al partido en una escribanía de la UCR al decir de Shawn. junto con Juan T. Lewis, Manuel Vicente Ordóñez, Horacio Sueldo, Horacio Peña, Arturo Ponsati, Guido Di Tella, Leopoldo Pérez Gaudio, Ignacio Vélez Funes, Ambrosio Romero Carranza, Alieto Guadagni, Rodolfo Martínez, Antonio Cafferata, Manuel Río, el sindicalista Mario Pedro Seijo, Néstor Tomás Auza, Juan José Torres Bas y José Antonio Allende.